# Chappie, Don't Cry
『Chappie, Don't Cry』は、日本のバンドフィッシュマンズの1枚目のスタジオ・アルバムである。1991年5月21日発売。発売元はヴァージン・ジャパン。

## 概要
- オーストラリアに渡ってのレコーディングによるデビューアルバム、こだま和文プロデュース。
- 初回盤はデジパック仕様のジャケットで、ステッカーが付属されている。

## 収録曲
1. ひっくりかえってた2人[5:41]
作詞・作曲：佐藤伸治／編曲：フィッシュマンズ・こだま和文
2. ひこうき[6:03]
作詞・作曲：佐藤伸治／編曲：フィッシュマンズ・こだま和文
1stシングル
3. Special Night[5:34]
作詞・作曲：佐藤伸治／編曲：フィッシュマンズ・こだま和文
4. Good Morning[4:20]
作詞・作曲：小嶋謙介／編曲：フィッシュマンズ・こだま和文
5. 夏の思い出[3:19]
作詞：江間章子 作曲：中田喜直／編曲：フィッシュマンズ・こだま和文
インストゥルメンタルアレンジによるカヴァー。
6. Future[8:23]
作詞・作曲：佐藤伸治／編曲：フィッシュマンズ・こだま和文
7. いなごが飛んでる（東京タワーミックス）[3:40]
作詞・作曲：佐藤伸治／編曲：フィッシュマンズ
2ndシングル
シングル盤、及び本作の初回盤以降に「東京タワーミックス」というバージョン表記があるが、初回盤にはその記載がない。
8. Go Go Clubですれ違い[5:43]
作詞・作曲：佐藤伸治／編曲：フィッシュマンズ・こだま和文
9. チャンス[5:41]
作詞・作曲：佐藤伸治／編曲：フィッシュマンズ・こだま和文
10. ピアノ[5:37]
作詞・作曲：佐藤伸治／編曲：フィッシュマンズ